# Inline-Speedskating-Europameisterschaften 2013
Die Europameisterschaften fanden vom 29. Juni bis 6. Juli im niederländischen Almere statt. Es wurden erstmals Rennen über 200 Meter mit fliegendem Start und eine Mixed-Staffel durchgeführt.
Die erfolgreichsten Teilnehmer waren Manon Kamminga mit sieben Goldmedaillen bei den Frauen sowie Ronald Mulder mit vier Goldmedaillen bei den Herren.

## Frauen
| Distanz              | Gold                                                                      | Silber                                                                  | Bronze                                                                   |
| Bahn                 | Bahn                                                                      | Bahn                                                                    | Bahn                                                                     |
| -------------------- | ------------------------------------------------------------------------- | ----------------------------------------------------------------------- | ------------------------------------------------------------------------ |
| 200 m Flying Lap     | Manon Kamminga                                                            | Laethisia Schimek                                                       | Erika Zanetti                                                            |
| 300 m Einzelsprint   | Laethisia Schimek                                                         | Erika Zanetti                                                           | Jana Gegner                                                              |
| 500 m Sprint         | Laethisia Schimek                                                         | Erika Zanetti                                                           | Jana Gegner                                                              |
| 1000 m Sprint        | Manon Kamminga                                                            | Andrea Trafeli                                                          | Jana Gegner                                                              |
| 10000 m Punkte-Auss. | Irene Schouten                                                            | Mareike Thum                                                            | Justine Halbout                                                          |
| 10000 m Ausscheidung | Manon Kamminga                                                            | Justine Halbout                                                         | Sabine Berg                                                              |
| 3000 m Staffel       | Niederlande Bianca Roosenboom Manon Kamminga Irene Schouten Elma de Vries | Deutschland Laethisia Schimek Jana Gegner Mareike Thum Katharina Rumpus | Italien Erika Zanetti Federica di Natale Sofia D’Annibale Andrea Trafeli |
| Straße               |                                                                           |                                                                         |                                                                          |
| 200 m Einzelsprint   | Erika Zanetti                                                             | Laethisia Schimek                                                       | Jana Gegner                                                              |
| 500 m Sprint         | Erika Zanetti                                                             | Laethisia Schimek                                                       | Sheila Posada                                                            |
| 10000 m Punkte       | Elma de Vries                                                             | Federica di Natale                                                      | Irene Schouten                                                           |
| 15000 m Ausscheidung | Manon Kamminga                                                            | Sabine Berg                                                             | Justine Halbout                                                          |
| 5000 m Staffel       | Niederlande Manon Kamminga Elma de Vries Bianca Roosenboom Irene Schouten | Deutschland Jana Gegner Laethisia Schimek Sabine Berg Katharina Rumpus  | Italien Erika Zanetti Sofia D’Annibale Andrea Trafeli Desire Contenti    |
| Langstrecke          |                                                                           |                                                                         |                                                                          |
| 42195 m Marathon     | Elma de Vries                                                             | Katharina Rumpus                                                        | Manon Kamminga                                                           |

## Männer
| Distanz              | Gold                                                                     | Silber                                                                      | Bronze                                                                 |
| Bahn                 | Bahn                                                                     | Bahn                                                                        | Bahn                                                                   |
| -------------------- | ------------------------------------------------------------------------ | --------------------------------------------------------------------------- | ---------------------------------------------------------------------- |
| 200 m Flying Lap     | Ronald Mulder                                                            | Andrea Angeletti                                                            | Darren de Souza                                                        |
| 300 m Einzelsprint   | Ioseba Fernandez                                                         | Darren de Souza                                                             | Ronald Mulder                                                          |
| 500 m Sprint         | Michel Mulder                                                            | Nicolas Pelloquin                                                           | Andrea Angeletti                                                       |
| 1000 m Sprint        | Lorenzo Cassioli                                                         | Fabio Francolini                                                            | Mark Horsten                                                           |
| 10000 m Punkte-Auss. | Patxi Peula                                                              | Felix Rijhnen                                                               | Crispijn Ariens                                                        |
| 15000 m Ausscheidung | Fabio Francolini                                                         | Alexis Contin                                                               | Patxi Peula                                                            |
| 3000 m Staffel       | Italien Fabio Francolini Andrea Angeletti Giacomo Cuncu Lorenzo Cassioli | Belgien Jore van den Berghe Niels Provoost Tim Sibiet Maarten Swings        | Niederlande Michel Mulder Crispijn Ariens Mark Horsten Lars Scheenstra |
| Straße               |                                                                          |                                                                             |                                                                        |
| 200 m Einzelsprint   | Ronald Mulder                                                            | Ioseba Fernandez                                                            | Darren de Souza                                                        |
| 500 m Sprint         | Ioseba Fernandez                                                         | Ronald Mulder                                                               | Gwendal Le Pivert                                                      |
| 10000 m Punkte       | Crispijn Ariens                                                          | Jan Blokhuijsen                                                             | Patxi Peula                                                            |
| 20000 m Ausscheidung | Fabio Francolini                                                         | Ewen Fernandez                                                              | Patxi Peula                                                            |
| 5000 m Staffel       | Niederlande Ronald Mulder Michel Mulder Crispijn Ariens Lars Scheenstra  | Frankreich Gwendal Le Pivert Nicolas Pelloquin Nolan Beddiaf Ewen Fernandez | Spanien Ioseba Fernandez Patxi Peula Inigo Vidondo                     |
| Langstrecke          |                                                                          |                                                                             |                                                                        |
| 42195 m Marathon     | Bart Swings                                                              | Alexis Contin                                                               | Fabio Francolini                                                       |

## Mixed
| Distanz        | Gold                                                                     | Silber                                                                  | Bronze                                                            |
| Bahn           | Bahn                                                                     | Bahn                                                                    | Bahn                                                              |
| -------------- | ------------------------------------------------------------------------ | ----------------------------------------------------------------------- | ----------------------------------------------------------------- |
| 4000 m Staffel | Niederlande Manon Kamminga Ronald Mulder Bianca Roosenboom Michel Mulder | Italien Erika Zanetti Fabio Francolini Desire Contenti Andrea Angeletti | Spanien Sheila Posada Patxi Peula Saray Narvarez Ioseba Fernandez |

## Medaillenspiegel
| Platz | Land        | Gold | Silber | Bronze | Gesamt |
| ----- | ----------- | ---- | ------ | ------ | ------ |
| 1.    | Niederlande | 15   | 2      | 6      | 23     |
| 2.    | Italien     | 6    | 7      | 5      | 18     |
| 3.    | Spanien     | 3    | 1      | 6      | 10     |
| 4.    | Deutschland | 2    | 9      | 5      | 16     |
| 5.    | Belgien     | 1    | 1      | 0      | 2      |
| 6.    | Frankreich  | 0    | 7      | 5      | 12     |